# Serica bruneri
Serica bruneri är en skalbaggsart som beskrevs av Dawson 1967. Serica bruneri ingår i släktet Serica och familjen Melolonthidae. Inga underarter finns listade i Catalogue of Life.